# Jo Chihun
Đây là một tên người Triều Tiên, họ là Jo.
Jo Chihun, Bản nhân phường thứ 25, Danh nhân Danh dự (tiếng Hàn Quốc: 조치훈; tiếng Trung: 趙治勳 (Triệu Trị Huân); tiếng Nhật: チョウチクン (Cho Chikun); sinh ngày 20 tháng 6 năm 1956 tại Busan, Hàn Quốc) là một kỳ thủ cờ vây chuyên nghiệp (sinh ngày 20/6/1956 tại Busan, Hàn Quốc), người đã 12 lần đoạt danh hiệu Bản nhân phường (Honinbo) trong đó có 10 lần liên tiếp, 9 lần đoạt danh hiệu Meijin và 8 lần đoạt danh hiệu Kisei và hiện giữ danh hiệu Thập đẳng kỳ nhân tại Nhật Bản. Trong sự nghệp hiện có của mình, ông đã đạt được tất cả 71 danh hiệu, nhiều nhất trong lịch sử của Viện cờ Nhật Bản. Jo là kỳ thủ duy nhất nắm giữ 3 danh hiệu danh giá nhất - Kì thánh (kisei), Bản nhân phường và Danh nhân (Meijin) - trong 3 năm liên tiếp. Jo Chihun cũng là người đầu tiên đạt được 7 danh hiệu cao quý khác trong lịch sử cờ vây chuyên nghiệp: Kỳ thánh, Danh nhân, Bản nhân phường, Thập đẳng, Thiên nguyên, Vương tọa và Gosei.

## Giai đoạn đầu đời (1962, 1967)
Jo Chihun được sinh ra trong một gia đình giàu có, ông của Jo là giám đốc một nhà băng. Trong suốt cuộc chiến tranh Triều Tiên, tất cả gia sản đều bị đốt cháy, gia đình ông trở nên nghèo khó. Cha của ông sau đó đã tìm một lời khuyên của một thầy bói. Cho lúc đầu thường được gọi tên ông Pung-yeon, sau đó đã đổi thành Chihun vì vị thầy bói nói với cha của Jo rằng phải đổi tên nếu không mẹ của Jo sẽ chết, và vị thầy bói cũng nói rằng khi đổi tên như vậy thì em của Jo sẽ chết nhưng Chihun sẽ trở nên nổi tiếng. Cả hai lời tiên đoán đều trở thành sự thật.
Jo học cờ vây từ ông của mình khi còn nhỏ. Và khi thấy được tài năng của Jo, cha của ông đã gởi ông qua Nhật Bản năm 1962. Con đường trở thành một trong những kì thủ cờ vây vĩ đại nhất bắt đầu khi ông trở thành học trò tại trường dạy cờ vây của Kitani Minoru. Cho đến Nhật lúc chỉ được 6 tuổi, người chú Jo Namchul và anh Cho Shoen đã dẫn ông đến sân bay Haneda vào tháng 8 năm 1962. Tại phi trường, ông đã gặp Kitani Minoru và phu nhân của thầy, một học sinh khác là Kobayashi Chizu, và con gái của Kitani, Reiko (sau đó là trở thành vợ của đối thủ đáng gờm nhất của ông, Kobayashi Koichi). Sau khi đến Nhật 1 ngày, Jo đã đánh bại Lâm Hải Phong trong một ván đấu của một buổi tiệc chúc mừng tổng số đẳng của học trò Kitani đạt mốc 100, trong ván này, Jo được chấp 5 quân. Theo dõi ván đấu có rất nhiều người và rất tập trung như một ván đấu chuyên nghiệp.
Jo ghi danh vào Viện cờ Nhật Bản khi lên 7 tuổi và trở thành viện sinh. Trong lớp học, ông nhận được sự khó chịu từ các kỳ thủ cùng lứa chỉ vì ông là "học trò bé nhỏ" của Kitani. Trong quá trình học cờ ông cũng nổi tiếng vì sự không nghiêm túc của mình, có thể nhìn thấy rõ ràng khi Kobayashi Koichi gia nhập vào trường dạy cờ của Kitani. Kobayshi không quá mạnh nhưng chăm chỉ hơn Jo.

## Trở thành kì thủ chuyên nghiệp (1968-1972)
Jo đã vượt kì thi sát hạch để trở thành kỳ thủ chuyên nghiệp sau khi đả bại Azuma Michihiko vào tháng 5 năm 1968. Ông là kỳ thủ chuyên nghiệp nhỏ tuổi nhất trong giới cờ vây lúc bấy giờ, 11 tuổi 10 tháng, trong cùng năm đó, ông được phong nhị đẳng và có vẻ rất hứa hẹn. Trong vòng chưa đầy 2 năm, ông đã vượt đến vị trí tứ đẳng sau khi thắng hầu hết các trận đấu xét đẳng (Oteai). Năm 1971, lúc 15 tuổi ông đã đạt ngũ đẳng.
Năm 1972, Go Review và Kido Yearbook đã có bài viết về Jo Chihun. Jo thậm chí nổi tiếng trước khi được cho phép lái xe. Mặc dù đã lập kỉ lục 30 thắng - 6 bại trong năm này, nhưng ông lại thất bại 2 lần trong các cuộc đối đầu với Kobayashi Koichi tại các giải đấu lớn - giải Shin-Ei lần thứ 4, và trận chung kết Priminister Cup lần thứ 16. Sau một cuộc khởi đầu chưa 'suôn sẻ' lắm, ông đã tạo được đà chiến thắng, vượt qua 3 kì thủ cao cấp và chỉ thất bại trước Rin Kaiho, kỳ thủ giữ danh hiệu Meijin vào thời điểm đó, tại vòng đấu Asahi Pro Best Ten lần thứ 9.

## Chiến thắng và thất bại (1973-1979)
Jo chiến thắng trong giải đấu Shin-Ei lần thứ 5 trước Hane Yasumasa bát đẳng. Song song đó, ông cũng đạt một tỉ lệ chiến thắng đạt mức 83.75% trong các trận đấu xét đẳng của các kì thủ trên ngũ đẳng. Ông cũng giữ vị trí thứ 10 trong giải đấu Asahi Pro Best Ten lần thứ 11. Ông được phong lục đẳng vào 1973 với một kỉ lục 30 thắng - 11 thua.
Chiến thắng đáng được ghi nhận nhất của Jo Chihunn vào năm 1974 là trong cuộc thi Nihon Ki-in Championship lần thứ 22, đặc biệt vì ông vừa bị đánh bật ra khỏi vòng loại giải Bản nhân phường bởi Kojima Takaho. Ông đã vượt qua lần lượt các kì thủ cấp cao Sometani Kazuo, Kato Masao, Ishida Yoshio, và Kaiho Rin. Trận thắng trước Ishida Yoshio khá bất ngờ, vì Ishida vừa đoạt danh hiệu Meijin và Bản nhân phường trước đó 1 tuần. Tuy vậy Jo vẫn chưa vượt qua được Kobayashi trong giải Priminister Cup lần thứ 18. Và ông đã đòi lại được phần nào vinh quang khi kích bại Kobayashi trong giải Shin-Ei lần thứ 6. Trong năm này, Jo được tạp chí Kido trao tặng giải thưởng Special Merit Prize cho thành tích ấn tượng nhất trong năm: 33 thắng - 9 bại.
Sự nghiệp của ông lại có bước nhảy vọt xa hơn khi tạp chí Kido tặng danh hiệu Kì thủ trẻ xuất sắc nhất (Number One Young Player). Sức cờ và khả năng làm chủ tinh thần của ông xuyên suốt đến cuối ván cờ. Chỉ trong giải vô địch của Viện cờ Nhật Bản, Jo mới gặp phải một sai sót nghiêm trọng và dẫn đến việc thua cuộc trong trận chung kết, đối thủ là Sakata Eio. Thất bại này đã tạo một sức bật đáng kinh ngạc trong giải đấu Asahi Pro Best Ten lần thứ 12, ông bất bại trước tất cả các kì thủ cửu đẳng và trở thành kì thủ trẻ tuổi nhất Nhật Bản nắm giữ danh hiệu này. Trong vòng 2 giải Bản nhân phường lần thứ 30, Jo thất bại trước kì thủ Shimamura Toshihiro cửu đẳng. Mặc dù có cơ hội để tiếp tục con đường chinh phục giải này, nhưng ông lại thất bại trước Kato Masao trong một ván đấu xuất hiện tam kiếp (tripple ko). Trong giải Tengen lần thứ nhất, ông bước vào bằng một loạt các trận thắng cho đến khi thất bại trước Ohira Shuzo, và trong giải này ông không thể tiến xa hơn được. Sau khi được phong thất đẳng niềm phấn khích của ông dâng trào cho đến khi vỡ òa khi thầy của ông, Kitani qua đời 1 tháng sau đó. Thành tích đạt được trong năm rất đáng gờm: 39 thắng - 16 bại.
Năm 1976 là một năm có nhiều sự thay đổi, đặc biệt đối với Jo. Vượt qua nỗi mất mát vì sự ra đi của thầy Kitani, ông nhanh chóng lấy lại vị thế và tiếp tục bắt đầu một năm thành công. Ông giành chiến thắng trong giải đấu Asahi Top Eight Player lần thứ nhất. Sau đó hệ thống tổ chức giải thi đấu có một sự điều chỉnh, 2 giải Asahi Pro Best Ten và Asahi Top Eight Player kết thúc sứ mệnh, và thay vào đó là 2 giải Kisei và Gosei. Điều nay cũng không may mắn cho Jo vì ông không có cơ hội bảo vệ 2 danh hiệu đầu tiên của mình. Bênh cạnh đó, giải Tengen cũng được thay đổi khi giải thi đấu Nihon Ki-in Championship và Kansai Ki-in Championship kết hợp lại. Như vậy sang năm mới, Jo lại bắt đầu cuộc chinh phục danh hiệu mới. Ông đã dành một vị trí thi đấu tranh giải Meijin lần thứ 2 trước khi bị loại khỏi vòng thi đấu vòng tròn của giải Honinbo lần thứ 32. Một năm khó khăn bắt đầu khi Jo bị loại khỏi vòng 2 giải Tengen và vòng loại giải Gosei. Mọi việc có vẻ đã đảo chiều khi ông vào đến bán kết giải Prime Minister lần thứ 20, bị loại sau khi thất bại trước quán quân Shinjin-O. Sau đó, ông trở lại là chính mình khi thắng 4 trận liên tiếp trong giải Oza lần thứ 26, và đoạt được danh hiệu trước Otake Hideo bằng trận thắng 2-1. Jo cũng đã giành quyền thách đấu trong giải Thập đẳng lần thứ 15 nhưng thất bại trước Eio Sakata. Mặc dù có thành tích không tốt trong các vòng đấu loại nhưng Jo vẫn nhận được phần thưởng tử tạp chí Kido cho kì thủ có số trận thắng nhiều nhất: 46 và có kĩ thuật tốt nhất. Năm này, ông có 18 trận thua.
Năm 1977 là một năm tồi tệ với Jo Chihun. Ông thua ngay từ vòng loại giải Meijin lần thứ 2, giải Thập đẳng lần thứ 15, và 16. Và mất nốt danh hiệu Oza vào tháng 11. Giải thi đấu thành công duy nhất trong năm là giải Shin-Ei lần thứ 8, và sau đó là thất bại trong trận chung kết của giải Shinjin-O trước Kobayashi.
Phong độ của Jo tốt hơn vào năm 1978. Ông chiến thắng trong vòng đấu giữa các kỳ thủ thất đẳng của giải Kisei lần thứ 3 trước khi được phong bát đẳng. Ông về thứ 3 trong giải Meijin. Mặc dù có những nỗ lực và một chút thành công nhưng ông vẫn chưa thể vượt qua được vòng loại giải Honinbo lần thứ 33. Ông thi đấu với phong độ tạm ổn trong các vòng thi đấu loại các giải Thập đẳng lần thứ 16, Tengen lần thứ 3 và Oza lần thứ 26, không có gì đặc sắc trong cách thi đấu của mình.
Năm 1979 là năm khởi sắc của Jo Chihun. Ông chỉ dừng bước trước trận chung kết giải Bản nhân phường lần thứ 34, trước khi thể hiện sức cờ tạm được trong giải Thập đẳng lần thứ 16 và Tengen lần thứ 3. Jo tham dự giải Gosei lần thứ 4 và đoạt danh hiệu vào tháng 8. Năm này kết thúc với kết quả khả quan đối với Jo, và có tỷ lệ chiến thắng tốt nhất trong các trận đấu xét đẳng(Oteai).

## Đỉnh cao sự nghiệp (1980-1981)
Jo đã mất danh hiệu Gosei vừa đạt được năm trước, nhưng ông lại có được danh hiệu khác: Meijin. Rất trùng hợp là ông đoạt được danh hiệu Meijin từ tay kì thủ lấy danh hiệu Gosei của ông, Otake Hideo. Một số tin đồn cho rằng Jo đã có một lời thề sẽ không bao giờ quay trở lại Hàn Quốc cho đến khi đạt danh hiệu Meijin. Vào năm 24 tuổi, Jo lần đầu tiên trở về quê hương sau nhiều năm xa cách trong dịp năm mới, 1980. Ông được xem như là một anh hùng dân tộc ở Hàn Quốc. Jo cũng đánh 2 ván cờ với kì thủ vô địch Hàn Quốc Jo Hunhyun, một ván cờ nhanh và một ván cờ chậm, kéo dài 18 giờ trong 2 ngày. Jo chiến thắng cả hai trận. Sau khi thua, kì thủ Jo Hunhyun thề rằng sẽ không bao giờ thua Jo Chihun một lần nào nữa.
Số mới đầu năm của tạp chí Kido xuất bản một bảng thống kê thành tích của Jo:
| Năm  | Tranh danh hiệu (thắng-bại-hòa) | Xét đẳng | Tổng    |
| ---- | ------------------------------- | -------- | ------- |
| 1968 | 4-3                             | 8-4      | 12-7    |
| 1969 | 18-6                            | 9-3      | 27-9    |
| 1970 | 14-5                            | 9-0-1    | 23-5-1  |
| 1971 | 20-5                            | 9-0-1    | 29-5-1  |
| 1972 | 22-6                            | 8-0      | 30-6    |
| 1973 | 23-10                           | 7-1      | 30-11   |
| 1974 | 28-7                            | 5-2      | 33-9    |
| 1975 | 33-14-1                         | 6-2      | 39-16-1 |
| 1976 | 41-15                           | 5-3      | 46-18   |
| 1977 | 28-20                           | 5-3      | 33-23   |
| 1978 | 29-13                           | 7-1      | 36-14   |
| 1979 | 34-12                           | 5-1      | 39-13   |
| 1980 | 38-19                           | *        | 38-19   |

- Không tham dự trận xét đẳng vì kì thủ 9 đẳng được miễn.

## Quán quân Nhật Bản (1981-1985)
Jo chiến thắng giải đấu Bản nhân phường lần đầu tiên năm 1981. Trong trận tranh danh hiệu này, Jo đã bất bại, 7 trận thắng tuyệt đối là một kỷ lục chưa ai đạt được trong giải Bản nhân phường. Mọi việc có vẻ diễn tiến theo chiều hướng thuận lợi cho Jo, ông kết thúc năm này với 36 thắng - 10 bại.
Cùng với danh hiệu Meijin và Bản nhân phường, Jo thâu tóm nốt danh hiệu cao quý thứ 3 là Thập đẳng kỳ nhân. Jo giữ danh hiệu Meijin 3 năm liên tiếp, ông cũng bảo vệ thành công danh hiệu Bản nhân phường trước Kobayashi bằng cách thắng 3 ván liên tiếp. Jo cũng trở thành người tranh danh hiệu Kisei. Trong năm nay lại kết thúc với một kỷ lục khác của Jo: 34 thắng và 13 bại.

## Giải tranh danh hiệu Kisei lần thứ 7
Trong trận tranh danh hiệu Kisei, kỳ thủ Shuko Fujisawa khởi đầu khá tốt bằng 3 trận thắng, đẩy Jo vào hoàn cảnh khó khăn. Trái với các dự đoán của giới chuyên gia lúc bấy giờ, Jo đã quay lại và thắng 1 mạch 3 trận, đưa trận tranh danh hiệu cuối cùng trở nên gay cấn. Trong trận thứ 7, Shuko chiếm chút ưu thế và dường như đã nắm thế trận, nhưng Shuko đã mắc một sai sót ngớ ngẩn (poka) và Jo đã chiến thắng trận đấu này. Jo là kỳ thủ đầu tiên nắm giữ 4 danh hiệu quan trọng cùng lúc: Kisei, Meijin, Bản nhân phường và Thập đẳng. Tất cả danh hiệu trên đều thuộc hàng top theo thứ tự, và Jo chỉ giữ được chúng trong 40 ngày. Ông mất tất cả danh hiệu ngoại trừ Meijin, và điều này đã lập một kỷ lục mới: kỳ thủ đầu tiên giữ danh hiệu Meijin 4 năm liên tiếp. Kết quả có lẽ đã tốt hơn cho Jo trong năm này, ông kết thúc năm với 28 thắng và 22 bại.
| \| \| \| \| \| \| \| \| \| \| \| \| \| \| \| \| \| \| \| \| \| \| \| \| \| \| \| \| \| \| \| \| \| \| \| \| \| \| \| \| \| \| \| \| \| \| \| \| \| \| \| \| \| \| \| \| \| \| \| \| \| \| \| \| \| \| \| \| \| \| \| \| \| \| \| \| \| \| \| \| \| \| \| \| \| \| \| \| \| \| \| \| \| \| \| \| \| \| \| \| \| \| \| \| \| \| \| \| \| \| \| \| \| \| \| \| \| \| \| \| \| \| \| \| \| \| \| \| \| \| \| \| \| \| \| \| \| \| \| \| \| \| \| \| \| \| \| \| \| \| \| \| \| \| \| \| \| \| \| \| \| \| \| \| \| \| \| \| \| \| \| \| \| \| \| \| \| \| \| \| \| \| \| \| \| \| \| \| \| \| \| \| \| \| \| \| \| \| \| \| \| \| \| \| \| \| \| \| \| \| \| \| \| \| \| \| \| \| \| \| \| \| \| \| \| \| \| \| \| \| \| \| \| \| \| \| \| \| \| \| \| \| \| \| \| \| \| \| \| \| \| \| \| \| \| \| \| \| \| \| \| \| \| \| \| \| \| \| \| \| \| \| \| \| \| \| \| \| \| \| \| \| \| \| \| \| \| \| \| \| \| \| \| \| \| \| \| \| \| \| \| \| \| \| \| \| \| \| \| \| \| \| \| \| \| \| \| \| \| \| \| \| \| \| \| \| \| \| \| \| \| \| \| \| \| \| \| \| \| \| \| \| \| \| \| \| \| \| \| \| \| \| \| \| \| \| \| \| \| \| \| \| \| \| \| \| \| \| \| \| \| \| \| \| \| \| \| \| \| \| |  |  |  |  |  |  |  |  |  |  |  |  |  |  |  |  |  |  |
| Ván thứ 5 giữa Jo và Fujisawa trong giải Kisei năm 1983. |  |  |  |  |  |  |  |  |  |  |  |  |  |  |  |  |  |  |
| |  |  |  |  |  |  |  |  |  |  |  |  |  |  |  |  |  |  |
| |  |  |  |  |  |  |  |  |  |  |  |  |  |  |  |  |  |  |
| |  |  |  |  |  |  |  |  |  |  |  |  |  |  |  |  |  |  |
| |  |  |  |  |  |  |  |  |  |  |  |  |  |  |  |  |  |  |
| |  |  |  |  |  |  |  |  |  |  |  |  |  |  |  |  |  |  |
| |  |  |  |  |  |  |  |  |  |  |  |  |  |  |  |  |  |  |
| |  |  |  |  |  |  |  |  |  |  |  |  |  |  |  |  |  |  |
| |  |  |  |  |  |  |  |  |  |  |  |  |  |  |  |  |  |  |
| |  |  |  |  |  |  |  |  |  |  |  |  |  |  |  |  |  |  |
| |  |  |  |  |  |  |  |  |  |  |  |  |  |  |  |  |  |  |
| |  |  |  |  |  |  |  |  |  |  |  |  |  |  |  |  |  |  |
| |  |  |  |  |  |  |  |  |  |  |  |  |  |  |  |  |  |  |
| |  |  |  |  |  |  |  |  |  |  |  |  |  |  |  |  |  |  |
| |  |  |  |  |  |  |  |  |  |  |  |  |  |  |  |  |  |  |
| |  |  |  |  |  |  |  |  |  |  |  |  |  |  |  |  |  |  |
| |  |  |  |  |  |  |  |  |  |  |  |  |  |  |  |  |  |  |
| |  |  |  |  |  |  |  |  |  |  |  |  |  |  |  |  |  |  |
| |  |  |  |  |  |  |  |  |  |  |  |  |  |  |  |  |  |  |
| |  |  |  |  |  |  |  |  |  |  |  |  |  |  |  |  |  |  |

Jo đã bảo vệ thành công danh hiệu trong giải Kisei lần thứ 8 trước Kaiho Rin. Jo cũng đã bảo vệ thành công danh hiệu Meijin lần thứ 5 liên tiếp của mình trước kỳ thủ Hideo Otake, hai người đã đối đầu với nhau lần thứ 4 trong 5 năm. Trong trận bảo vệ danh hiệu này, Jo tiếp tục thất bại 3 trận đầu tiên trước khi giành chiến thắng 4 trận còn lại. Tuy thất bại trong các trận đấu vòng tròn giải Bản nhân phường, Jo được xem là khá thành công.
Jo tiếp tục bảo vệ thành công danh hiệu Kisei vào năm 1985. Diễn biến của 7 ván đấu khá căng thẳng cho đến lượt trận cuối cùng. Bi kịch cuối cùng dành cho Takemiya Masaki, người đã có một vùng lãnh thổ khá lớn: 120 mục, Jo may mắn thắng trận này với 1,5 mục hơn bằng các lãnh thổ trong góc và biên. Trong niềm vui như vậy thì vẫn có một chút phiền muộn, Jo không thể bảo vệ danh hiệu Meijin mà ông đã giữ suốt 5 năm liên tục trước, một lần nữa, Kobayashi.

## Tai nạn (1986)
Một tai nạn đáng tiếc xảy ra đối với Chihun vào đầu năm 1986. Vào ngày 6 tháng 1 năm 1986, khoảng giờ cơm trưa khi Jo rời khỏi xe hơi thì một chiếc xe mô tô xuất hiện ở vị trí điểm mù của xe, để tránh Jo, chiếc mô tô né qua ông và ngã xuống. Trong lúc giúp người lái xe mô tô dựng lại chiếc xe, ông đã bị một chiếc xe hơi khác đụng phải. Đùi bên phải của ông đã bị gãy và một số chấn thương khác đã khiến ông phải vào phòng cấp cứu và lên bàn phẫu thuật vào ngày hôm sau. Vết thương cần 3 tháng để khỏi hẳn. Vì đầu và tay không bị ảnh hưởng nên Jo đã ra quyết định tiếp tục công việc của mình, ông đã tham gia bảo vệ danh hiệu Kisei. Trong trận đầu trở lại này, ông chơi khá tốt nhưng bị thua 2,5 mục. Jo nhanh chóng quên đi thất bại và giành chiến thắng trong 2 trận tiếp theo. Nhưng Kobayashi sau đó đã chiến thắng 3 trận liên tiếp khiến Jo không còn danh hiệu nào trong tay lần đầu tiên trong 8 năm - điều này đã gây một chấn động khá lớn lên Jo, chỉ mới 29 tuổi. Ông tiếp tục thất bại trong trận đấu loại giải Meijin, và kết thúc năm với 1 danh hiệu Gosei duy nhất. Trong năm này, Jo đạt được 35 thắng - 17 bại.

## Được và mất danh hiệu (1987-1990)
Vào năm 1987, Jo mất danh hiệu Gosei vào tay người bạn Kato Masao. Ông cũng mất quyền tranh danh hiệu giải Oza, tuy mất 2 danh hiệu nhưng ông lại đoạt được danh hiệu Tengen từ trong tay đối thủ lớn nhất Kobayashi. Năm này, Jo có 40 trận thắng - 23 bại.
Năm 1988 là năm có thể thấy một số dấu hiệu nhỏ, rằng Jo ngày xưa đã trở lại. Jo thắng trong giải tranh danh hiệu Thập đẳng từ tay Kato và bảo vệ thành công danh hiệu Tengen. Ông bắt đầu giành lại các danh hiệu trước khi thua Nhiếp Vệ Bình trong giải đấu tranh Cúp Ứng. 28 trận thắng - 18 bại là thành tích của ông trong năm.
Năm 1989 cũng đem lại cho Jo 2 danh hiệu. Ông đoạt danh hiệu Bản nhân phường từ Lâm Hải Phong và mất danh hiệu Tengen cũng bởi Lâm. Jo khá hạnh phúc với danh hiệu Bản nhân phường này, nhưng mong muốn tóm đoạt 2 danh hiệu khác là Kisei và Meijin từ Kobayashi. Thành tích trong năm đạt 29 thắng - 18 bại.

## Giai đoạn 1991-2001
Jo bảo vệ thành công danh hiệu Bản nhân phường, bắt đầu cho chuỗi thành tích ấn tượng riêng giải này: ông bảo vệ thành công đến tận năm 1999. Bênh cạnh đó thì Jo có một mùa giải Meijin tệ hại. Trong năm 1991, các giải quốc tế lần lượt ra đời, bao gồm Tong Yang Cup và Fujitsu Cup. Jo không thành công lắm trong các giải đấu quốc tế này, ngoại lệ là Jo đã thắng một cách may mắn trong giải Fujitsu Cup vì đối thủ Tiền Vũ Bình đang bị bệnh và không thể tập trung để tranh trận chung kết. Đối với giải quốc nội, Jo một lần nữa để mất danh hiệu Thập đẳng, và thất bại trong vòng đấu loại trực tiếp của giải Kisei. Thành tích trong năm đạt 30 thắng - 17 bại.
Năm 1992, nói về danh hiệu thì không có gì đặc biệt, ông vẫn bảo vệ được danh hiệu Bản nhân phường, thua tại vòng bán kết giải tranh cúp Ứng. Thành tích trong năm này làm người ta nhớ lại Jo những năm trước, 31 thắng - 16 bại.

### Giải Bản nhân phường lần thứ 47
Jo bắt đầu trở lại một cách ngoạn mục, bắt đầu từ giải Bản nhân phường năm 1992 bằng cách bảo vệ thành công danh hiệu trước Kobayashi. Kobayashi cũng là kỳ thủ được quyền thách đấu trong năm 1990 và 1991, nhưng rất khó đánh bại Jo trong giai đoạn này. Trong cả hai giải năm 1991 và 1992, Jo đều bị dẫn trước 3-1 trước khi thắng 3 trận liên tiếp. Năm 1991, thua 2 ván đầu vào năm 1990, và gỡ lại 4 trận để chiến thắng. Khó tin hơn nữa là vào năm 1992, ông thua cả ba ván đầu tiên và thắng 1 mạch 4 ván còn lại để chiến thắng chung cuộc. Điều này cho thấy rằng Jo có thể giành chiến thắng cuối cùng trong những hoàn cảnh ngặt nghèo.
| \| \| \| \| \| \| \| \| \| \| \| \| \| \| \| \| \| \| \| \| \| \| \| \| \| \| \| \| \| \| \| \| \| \| \| \| \| \| \| \| \| \| \| \| \| \| \| \| \| \| \| \| \| \| \| \| \| \| \| \| \| \| \| \| \| \| \| \| \| \| \| \| \| \| \| \| \| \| \| \| \| \| \| \| \| \| \| \| \| \| \| \| \| \| \| \| \| \| \| \| \| \| \| \| \| \| \| \| \| \| \| \| \| \| \| \| \| \| \| \| \| \| \| \| \| \| \| \| \| \| \| \| \| \| \| \| \| \| \| \| \| \| \| \| \| \| \| \| \| \| \| \| \| \| \| \| \| \| \| \| \| \| \| \| \| \| \| \| \| \| \| \| \| \| \| \| \| \| \| \| \| \| \| \| \| \| \| \| \| \| \| \| \| \| \| \| \| \| \| \| \| \| \| \| \| \| \| \| \| \| \| \| \| \| \| \| \| \| \| \| \| \| \| \| \| \| \| \| \| \| \| \| \| \| \| \| \| \| \| \| \| \| \| \| \| \| \| \| \| \| \| \| \| \| \| \| \| \| \| \| \| \| \| \| \| \| \| \| \| \| \| \| \| \| \| \| \| \| \| \| \| \| \| \| \| \| \| \| \| \| \| \| \| \| \| \| \| \| \| \| \| \| \| \| \| \| \| \| \| \| \| \| \| \| \| \| \| \| \| \| \| \| \| \| \| \| \| \| \| \| \| \| \| \| \| \| \| \| \| \| \| \| \| \| \| \| \| \| \| \| \| \| \| \| \| \| \| \| \| \| \| \| \| \| \| \| \| \| \| \| \| \| \| \| \| \| \| \| \| \| |  |  |  |  |  |  |  |  |  |  |  |  |  |  |  |  |  |  |
| Ván dấu quyết định giữa Jo và Kobayashi trong giải Honinbo lần thứ 47. |  |  |  |  |  |  |  |  |  |  |  |  |  |  |  |  |  |  |
| |  |  |  |  |  |  |  |  |  |  |  |  |  |  |  |  |  |  |
| |  |  |  |  |  |  |  |  |  |  |  |  |  |  |  |  |  |  |
| |  |  |  |  |  |  |  |  |  |  |  |  |  |  |  |  |  |  |
| |  |  |  |  |  |  |  |  |  |  |  |  |  |  |  |  |  |  |
| |  |  |  |  |  |  |  |  |  |  |  |  |  |  |  |  |  |  |
| |  |  |  |  |  |  |  |  |  |  |  |  |  |  |  |  |  |  |
| |  |  |  |  |  |  |  |  |  |  |  |  |  |  |  |  |  |  |
| |  |  |  |  |  |  |  |  |  |  |  |  |  |  |  |  |  |  |
| |  |  |  |  |  |  |  |  |  |  |  |  |  |  |  |  |  |  |
| |  |  |  |  |  |  |  |  |  |  |  |  |  |  |  |  |  |  |
| |  |  |  |  |  |  |  |  |  |  |  |  |  |  |  |  |  |  |
| |  |  |  |  |  |  |  |  |  |  |  |  |  |  |  |  |  |  |
| |  |  |  |  |  |  |  |  |  |  |  |  |  |  |  |  |  |  |
| |  |  |  |  |  |  |  |  |  |  |  |  |  |  |  |  |  |  |
| |  |  |  |  |  |  |  |  |  |  |  |  |  |  |  |  |  |  |
| |  |  |  |  |  |  |  |  |  |  |  |  |  |  |  |  |  |  |
| |  |  |  |  |  |  |  |  |  |  |  |  |  |  |  |  |  |  |
| |  |  |  |  |  |  |  |  |  |  |  |  |  |  |  |  |  |  |
| |  |  |  |  |  |  |  |  |  |  |  |  |  |  |  |  |  |  |

Năm 1993 là năm thứ 5 liên tiếp Jo giữ danh hiệu Bản nhân phường. Ông đã vào đến trận chung kết trong giải Tong Yang Cup, thất thủ trước I Changho. Trong giả quốc nội, ông có cơ hội giành danh hiệu Kisei khi trở thành người thách đấu. Một thành tích khá tốt trong năm: 26 thắng - 13 bại.
Năm 1994, Jo bảo vệ thành công danh hiệu Bản nhân phường, chiến thắng giải Kisei. Giành danh hiệu Oza lần đầu sau 17 năm. Jo có thành tích năm: 33 thắng - 19 bại.
Năm 1995, Jo đã phạm một lỗi lớn trong trận tranh danh hiệu Kisei và đã vuột mất nó. Ông lại tiếp tục dành Bản nhân phường lần thứ 7 liên tiếp. O Rissei đoạt danh hiệu Oza từ tay ông bằng 3 ván thắng trắng. Cuối năm này lại khả quan hơn khi Jo lấy lại danh hiệu Kisei, và kết thúc năm với thành tích 31 thắng - 25 bại.
Năm 1996 là năm khá mệt mỏi với Jo, ông đoạt tam vương: Meijin, Kisei và Bản nhân phường một lần nữa. Ông tham gia tổng cộng 62 giải, giành chiến thắng trong 45 giải, một kết quả không thể tin được.
Năm 1997, lại bảo vệ thành công tam vương, thành tích năm đạt 26 thắng - 13 bại.
Năm 1998, một lần nữa là tam vương, thành tích năm là 28 thắng và 21 bại.
Năm 1999, Jo mất danh hiệu Bản nhân phường, ông cố giành danh hiệu Oza nhưng Vương Lập Thành quá mạnh. Một thành tích chấp nhận được với Jo trong năm với 31 thắng - 21 bại.
Năm 2000, Jo sụp đổ hoàn toàn, mất hết tất cả các danh hiệu.

### Giải Meijin lần thứ 25
Jo mất danh hiệu có giải thưởng lớn nhất, Meijin vào tay Yoda Norimoto. Trận đấu tranh giải này diễn ra ở Amsterdam, nơi ông có một phát biểu gây tranh cãi, khi một phóng viên người Hà Lan hỏi ông vì sao ông lại thích cờ vây đến như vậy, Jo trả lời: "Tôi ghét cờ vây", ông tiếp tục giải thích vì nó gây ra sự mệt mỏi và căng thẳng. Điều này có thể đã đẫn đến các hành vi làm rối tóc của mình hoặc thường xuyên di chuyển qua lại (moving about: có thể hiểu cách khác là có những nước đi trong ván đấu không rõ ràng). Ông sau đó tỏ ra chán nản hơn khi thua trắng 0-4 trước Yoda, một trận tranh danh hiệu không cân sức. Ông chỉ giành được 1 danh hiệu NEC Cup trong năm này, đạt số trận thắng - bại bằng nhau: 29.
Khởi đầu năm 2002 mà Jo không có danh hiệu nào trong tay là một điều gì đó khác lạ, mặc dù ông được phong tặng danh hiệu Bản nhân phường danh dự thứ 25. Ông tiến sát đến vị trí tranh danh hiệu trong 3 giải đấu lớn nhưng không vượt qua được. Ông bảo vệ thành công giải NEC Cup và chiến thắng giải Hayago Championship lần thứ 34 cùng với danh hiệu Oza. Một năm mệt mỏi kết thúc với Jo bằng thành tích 47 thắng và 20 bại.

### Giải Hayago lần thứ 34
Jo tranh giải Hayago Championship lần thứ 34 vào năm 2002. Việc tranh giải bắt đầu bằng việc loại kỳ thủ Hane Naoki với 5,5 mục, Jo cầm quân đen. Ván sau đó tiếp tục đánh bại Yoda với quân trắng. Vào bán kết tiếp tục hạ kỳ thủ Vương Minh Uyển. Chung kết là một đối thủ quá quen thuộc, Kobayashi Koichi, Jo giành chiến thắng 6,5 mục. Đây là danh hiệu thứ 62 trong bộ sưu tập của ông.

## Giai đoạn 2002-2005

### Giải Hayago lần thứ 35
Cho tham dự giải đấu thứ Hayago Championship thứ 35, cũng là lần cuối giải này tồn tại. Bắt đầu bằng việc hạ đối thủ trong trận chung kết năm trước Kobayashi, sau đó Jo lần vượt qua Nakano Yasuhiro, cả hai ván này ông đều cầm quân trắng, trong trận chung kết ông cầm quân đen và hạ Ishida Yoshio sau 187 nước cờ. Đây là danh hiệu thứ 65 của Jo, phá vỡ kỷ lục 64 danh hiệu tồn tại suốt 27 năm của Sakata Eio.

### Cúp Agon lần thứ 9
Vào giữa năm 2002, Jo tham gia giải Agon Cup lần thứ 9 khi đang giữ danh hiệu Oza. Đây là giải Jo chưa chiến thắng mặc dù có thành tích khá tốt trong giải đấu tương tự là Hayago (16 lần quán quân). Ván đầu tiên cầm quân trắng, Jo đã chiến thắng Awaji Shuzo, sau đó là ván đấu với đồng môn trong lớp dạy cờ của Kitani, Ishida Yoshio, và Jo đã vượt qua với 4,5 mục. Vượt qua tiếp trận thứ 3 với Rissei O, Jo vào chung kết với Trương Hủ. Trong trận đấu này, Jo cầm quân trắng và trở thành quán quân. Đây là danh hiệu thứ 66 của ông.

### Giải tranh danh hiệu Oza lần thứ 50
Trong trận tranh danh hiệu này, Jo rất quyết tâm đánh bại kỳ thủ người Đài Vương Minh Uyển (O Meien). Một sự kiện xảy ra ở ván thứ 2, vào nước đi thứ 145, cả hai kì thủ đều đã quá thời gian và trọng tài Yamamoto Kentaro bắt đầu tính ngược thời gian cho Jo. Ông lúc này không để ý đến lượt mình đi vì quá chú tâm vào ván cờ và đã bị xử thua sau đó. Ông tỏ ra rất tức giận, luôn tự hỏi mình "Tại sao?" và cứ hỏi đi hỏi lại trọng tài "Đến lượt tôi à ?". Sau vụ việc, Jo rời khỏi phòng thi đấu và khóc. Tổ trọng tài đã họp lại và ra quyết định cuối cùng, Jo bị xử thua trong ván này mặc dù trong thực tế ông đang dẫn trước Vương. Sau đó Jo lại có một trận thua 0,5 mục một cách đáng tiếc. Tỷ số chung cuộc là 3-2, nghiêng về Vương Minh Uyển. Thành tích năm 2002: 39 thắng - 26 bại.

### Cúp Samsung lần thứ 8
Giành chiến thắng trong giải Samsung Cup năm 2003 là một thành công lớn của Jo trong 3 năm vừa trải qua. Ông thường không thành công lắm trong các giải đấu quốc tế, ngoại trừ giải Fujitsu Cup nằm 1991 dành quán quân nhưng do đối thủ trong trận chung kết bị bệnh, do vậy khi ông vào vòng tứ kết thì đã tạo ra sự ngạc nhiên lớn. Jo đã có một ván đấu lịch sử với Jo Hunhyeon và đã vượt qua, điều mà ông không thể đạt được từ năm 1981. Vào bán kết chỉ còn 4 kỳ thủ: Jo, Hồ Diệu Vũ, Tạ Hách và Bak Yeonghun; 3 kỳ thủ kia đều dưới 21 tuổi, Jo 47 tuổi, và tiến hành bốc thăm. Jo gặp Hu Yaoyu và may mắn thắng nửa mục. Trận còn lại thì Bak thắng. Trận tranh quán quân diễn ra trong 3 ván, Bak vươn lên dẫn trước trong ván đầu với 4,5 mục, nhưng Jo đã vượt qua cả hai ván còn lại và giành danh hiệu. Ván cuối cùng cũng khá khó khăn cho Jo, đến nước thứ 180 thì Bak mới phạm một sai lầm, và Jo đã cắt và vây được một đám quân lớn của Bak. Jo đã đoạt quán quân trong một giải quốc tế lần đầu trong 12 năm, và 2 giải quốc tế là kết quả của ông đến thời điểm này (2010).
| \| \| \| \| \| \| \| \| \| \| \| \| \| \| \| \| \| \| \| \| \| \| \| \| \| \| \| \| \| \| \| \| \| \| \| \| \| \| \| \| \| \| \| \| \| \| \| \| \| \| \| \| \| \| \| \| \| \| \| \| \| \| \| \| \| \| \| \| \| \| \| \| \| \| \| \| \| \| \| \| \| \| \| \| \| \| \| \| \| \| \| \| \| \| \| \| \| \| \| \| \| \| \| \| \| \| \| \| \| \| \| \| \| \| \| \| \| \| \| \| \| \| \| \| \| \| \| \| \| \| \| \| \| \| \| \| \| \| \| \| \| \| \| \| \| \| \| \| \| \| \| \| \| \| \| \| \| \| \| \| \| \| \| \| \| \| \| \| \| \| \| \| \| \| \| \| \| \| \| \| \| \| \| \| \| \| \| \| \| \| \| \| \| \| \| \| \| \| \| \| \| \| \| \| \| \| \| \| \| \| \| \| \| \| \| \| \| \| \| \| \| \| \| \| \| \| \| \| \| \| \| \| \| \| \| \| \| \| \| \| \| \| \| \| \| \| \| \| \| \| \| \| \| \| \| \| \| \| \| \| \| \| \| \| \| \| \| \| \| \| \| \| \| \| \| \| \| \| \| \| \| \| \| \| \| \| \| \| \| \| \| \| \| \| \| \| \| \| \| \| \| \| \| \| \| \| \| \| \| \| \| \| \| \| \| \| \| \| \| \| \| \| \| \| \| \| \| \| \| \| \| \| \| \| \| \| \| \| \| \| \| \| \| \| \| \| \| \| \| \| \| \| \| \| \| \| \| \| \| \| \| \| \| \| \| \| \| \| \| \| \| \| \| \| \| \| \| \| \| \| |  |  |  |  |  |  |  |  |  |  |  |  |  |  |  |  |  |  |
| Kì phổ của trận chung kết Samsung Cup lần thứ 8. |  |  |  |  |  |  |  |  |  |  |  |  |  |  |  |  |  |  |
| |  |  |  |  |  |  |  |  |  |  |  |  |  |  |  |  |  |  |
| |  |  |  |  |  |  |  |  |  |  |  |  |  |  |  |  |  |  |
| |  |  |  |  |  |  |  |  |  |  |  |  |  |  |  |  |  |  |
| |  |  |  |  |  |  |  |  |  |  |  |  |  |  |  |  |  |  |
| |  |  |  |  |  |  |  |  |  |  |  |  |  |  |  |  |  |  |
| |  |  |  |  |  |  |  |  |  |  |  |  |  |  |  |  |  |  |
| |  |  |  |  |  |  |  |  |  |  |  |  |  |  |  |  |  |  |
| |  |  |  |  |  |  |  |  |  |  |  |  |  |  |  |  |  |  |
| |  |  |  |  |  |  |  |  |  |  |  |  |  |  |  |  |  |  |
| |  |  |  |  |  |  |  |  |  |  |  |  |  |  |  |  |  |  |
| |  |  |  |  |  |  |  |  |  |  |  |  |  |  |  |  |  |  |
| |  |  |  |  |  |  |  |  |  |  |  |  |  |  |  |  |  |  |
| |  |  |  |  |  |  |  |  |  |  |  |  |  |  |  |  |  |  |
| |  |  |  |  |  |  |  |  |  |  |  |  |  |  |  |  |  |  |
| |  |  |  |  |  |  |  |  |  |  |  |  |  |  |  |  |  |  |
| |  |  |  |  |  |  |  |  |  |  |  |  |  |  |  |  |  |  |
| |  |  |  |  |  |  |  |  |  |  |  |  |  |  |  |  |  |  |
| |  |  |  |  |  |  |  |  |  |  |  |  |  |  |  |  |  |  |
| |  |  |  |  |  |  |  |  |  |  |  |  |  |  |  |  |  |  |

### Giải JAL Super Hayago
Năm 2003, Jo tham gia giải đấu JAL Super Hayagolần thứ nhất nhưng không thành công khi ngay trong ván đấu đầu tiên ông thua Hane Naoki.
Năm sau (2004) Jo một lần nữa tham gia giải JAL Super Hayago. Trong giải lần này ông có một khởi đầu khá tốt khi vượt qua Yokota Shigeaki và sau đó là một kỳ thủ khác, đồng môn của Yokota thuộc Viện cờ Kansai. Sau đó ông kích bại Yuki Satoshi, nhà vô địch giải JAL năm trước. Trong ván tiếp theo, Jo cầm quân đen và thắng người bạn cũ Katō Masao với khoảng cách 2 mục rưỡi. Trong ván cuối ông cầm quân trắng và kích bại Mimura Tomoyasu. Đây là danh hiệu thứ 67 của Jo và là danh hiệu vô địch JAL Super Hayago đầu tiên của ông.

### Giải Thập đẳng lần thứ 43
Jo Chihun tham dự giải Thập đẳng lần thứ 43, đúng 14 năm sau khi ông thất bại trong việc đoạt danh hiệu này vào năm 1991 (thua Masaki Takemiya với tỉ số 3-2). Trong giải lần này ông gặp lại các bạn bè và kình địch cũ như Katō Masao, Lâm Hải Phong và Yoda Norimoto. Đồng thời giải Thập đẳng lần thứ 43 còn có sự tham gia của các kỳ thủ trẻ như Trương Hủ, Takao Shinji và Yamashita Keigo. Vì vậy giải đấu này là một thách thức lớn đối với Jo Chihun. Ván đầu tiên ông cầm quân đen và đã vượt qua Hashimoto Yujiro. Ván đấu tiếp theo, ông tiếp tục chạm trán một kỳ thủ trẻ tiềm năng khác, Yamada Kimio, và cầm quân trắng. Đây là một ván khó khăn của Jo và ông kích bại Yamada với khoảng cách chỉ nửa mục. Ông tiếp tục cầm quân trắng trong ván đấu với Hikosaka Naoto và chiến thắng với khoảng cách 2 mục rưỡi. Trong ván cuối cùng của vòng loại ông lại một lần nữa cầm quân trắng và kích bại Mimura Tomoyasu. Đối thủ của Jo trong ván tranh quyền thách đấu là Takao Shinji, người đã kích bại các kỳ thủ hàng đầu của Nhật Bản như Katō và Yoda, nhưng lại đang lâm vào hoàn cảnh sẽ bị loại khỏi các trận thi đấu vòng tròn giải này năm sau nếu thua. Trong ván này Jo tiếp tục cầm quân trắng và kích bại Takao với khoảng cách 1 mục rưỡi. Chiến thắng này giúp Jo bước vào trận tranh danh hiệu Thập đẳng kỳ sư với Vương Lập Thành, người đã giữ danh hiệu này suốt 4 năm liền. Loạt trận tranh danh hiệu Thập đẳng diễn ra rất kịch tính: ván đầu tiên Jo chiến thắng với khoảng cách nửa mục; ván thứ hai là chiến thắng của Vương với khoảng cách 5 mục rưỡi; ván thứ ba Jo tiếp tục thua đậm với khoảng cách đến 19 mục rưỡi, một trận thua đậm hiếm thấy trong lịch sử cờ vây chuyên nghiệp. Tuy nhiên thất bại không làm Jo nản chí và ông đã bắt Vương đầu hàng trong ván thứ tư. Trong ván cuối, Jo đã kích bại Vương với khoảng cách 5 mục rưỡi và giành được danh hiệu Thập đẳng kỳ sư. Đây là danh hiệu thứ 68 của Jo và là danh hiệu Thập đẳng thứ tư của ông.

## Năm 2006

### Giải Thập đẳng lần thứ 44
Jo giành chiến thắng trong ván đầu tiên của trận tranh danh hiệu Judan với kỳ thủ sau đó trở thành tân quán quân danh hiệu Kisei, Yamashita Keigo. Ván thứ 2 diễn ra khá tốt với Jo, bằng cách áp dũng kỹ năng shinogi tấn công vào lãnh thổ của Yamashita. Một trận kịch chiến diễn ra ngay từ đầu ở khu vực bên trái phía dưới bàn và Jo đã giành chiến thắng. Trong ván thứ 3, Yamashita trỗi dậy và vượt qua Jo với 8,5 mục. Tuy vậy vào ván thứ tư Yamashita vẫn phải đối mặt với kadoban (ván đấu nếu thua sẽ mất danh hiệu), Jo đã khống chế tốt Yamashita và giành chiến thắng 2,5 mục. Đây là lần đầu tiên kể từ năm 1989, Jo bảo vệ thành công danh hiệu Judan, và đây cũng là danh hiệu thứ 69 trong sự nghiệp của ông.
Trong năm này, Jo thắng 25 - bại 17, thành tích thắng-bại đứng thứ 24 tại Nhật Bản.

## Năm 2007
Jo khởi động năm 2007 với 3 trận thắng chính: trận thứ nhất trước Imamura Toshiya trong vòng loại giải Thiên nguyên, trận thứ 2 trước Yamashiro Hiroshi vòng loại giải Gosei, và trận thứ 3 trước Ishii Kunio trong vòng loại giải Kisei (Kỳ thánh). Các trận đấu diễn ra lần lượt vào ngày 11, 18 và 25 tháng 1. Vào ngày 8 tháng 2, Jo thất bại trận vòng loại giải Fujitsu Cup trước Yuki Satoshi ngày 8 tháng 2. Sau đó, vào đến trận chung kết tranh danh hiệu giải NHK Cup lần thứ 54 sau khi kích bại Yoda Norimoto tại bán kết ( Lưu trữ ngày 17 tháng 7 năm 2011 tại Wayback Machine). Trận chung kết diễn ra vào ngày 18 tháng 3 với kỳ thủ Yuki Satoshi, Jo giành chiến thắng với 3,5 mục. Đây là lần thứ 3 Jo giành giải NHK Cup và đây cũng là danh hiệu thứ 70 của mình, trở thành kỳ thủ đương đại đầu tiên của Viện cờ Nhật Bản đạt 70 danh hiệu.
Vào ngày 1 tháng 9, thành tích của Jo là 24 thắng - 12 bại.

### Giải Thập đẳng lần thứ 45
Jo tiếp tục bảo vệ danh hiệu Judan của mình trước kỳ thủ thách đấu năm trước là Keigo Yamashita, tỷ số các lượt đấu là 2-2 cho cả hai kỳ thủ. Bước vào trận cuối cùng, Jo giành chiến thắng 3,5 mục bằng quân đen, tiếp tục giữ danh hiệu.

## Trận đấu với Zen
Tháng 11 năm 2016, 8 tháng sau khi Lee Sedol bị đánh bại bởi phần mềm máy tính AlphaGo, Jo Chihun đã đấu một trận đấu 3 hiệp với bên thách đấu là phần mềm Zen. Jo tháng hiệp thứ nhất với một kết cấu đóng, thua hiệp thứ hai khi nỗ lực xâm nhập vào khu vực của đối phương bị hoá giải, và thắng hiệp thứ ba. Zen cũng sử dụng công nghệ về mạng nơ-ron nhân tạo tương tự như AlphaGo, tuy nhiên nó được chạy trên nền tảng phần cứng khiêm tốn hơn trong trận đấu.

## Lớp dạy cờ của Jo Chihun
Cũng như các kỳ thủ cờ vây chuyên nghiệp khác, Jo cũng mở một lớp dạy cờ vây (dojo) của mình, hoạt động như là một câu lạc bộ, cũng dành cho kỳ thủ trình độ nghiệp dư mà có nhiều tham vọng. Nhiều học trò chuyển đến cư ngụ tại câu lạc bộ này.
Lớp dạy cờ của Jo có thời khóa biểu khá nghiêm ngặt:
| Thời gian     | Hoạt động        |
| ------------- | ---------------- |
| 9:00 – 12:00  | Học cờ buổi sáng |
| 12:00 – 15:00 | Dùng cơm trưa    |
| 15:00 – 18:00 | Học cờ           |
| 18:30 – 19:00 | Dùng bữa tối     |
| 19:00 – 21:00 | Học cờ           |

Lớp học này cũng có một giải thi đấu, tất cả các thành viên đều tham dự, kỳ thủ càng mạnh thì các ván thi đấu càng ít. Có 2 luật tính thời gian trong giải đấu nội bộ này: trong luật cờ chậm, mỗi kỳ thủ sẽ có 1 phút cho mỗi nước đi, trong luật cờ nhanh (hayago) là 10 giây và các ván đấu không có thời hạn xác định. Do vậy, các kỳ thủ mỗi ngày có thể có từ 1 đến 10 ván đấu. Giải nội bộ này cũng có hệ thống xếp hạng dựa trên tỷ lệ chiến thắng của các kỳ thủ. Ở đây cũng có luật chấp cờ, nhưng khác hoàn toàn so với hệ thống áp dụng trong các giải chính thống (đặt quân chấp vào lúc bắt đầu ván cờ): kỳ thủ có thứ hạng càng cao thì thời gian mỗi nước đi sẽ bị trừ 10 giây cho mỗi cách biệt về thứ hạng. Và ở đây áp dụng điểm komi ngược: 0 komi, -3 komi, -5komi và -8 komi.
Jo cũng có một vài môn đệ xuất sắc như Gim Sujun thất đẳng và là quán quân giải Tân nhân vương (Shinjin-O) lần thứ 30. Matsumoto Takehisa, chiến thắng trong giải Shinjin-O năm 2006 trước Ko Iso, là học trò của Jo. Đó là giải đấu thứ 2 liên tiếp mà các môn đệ của Jo tham gia và đoạt quán quân. Lục đẳng Tsuruyama Atsushi, Mitani Tetsuya và kỳ thủ nghiệp dư nổi tiếng Dragoş Băjenaru cũng là môn đệ của Jo, tuy rằng sau đó, Mitani chuyển sang lớp học của kỳ thủ Ando Takeo. Băjenaru về thứ 3 trong giải European Ing Cup, một phiên bản châu Âu của giải Ing Cup.

## Quá trình phong cấp
| Đẳng chuyên nghiệp | Năm  | Ghi chú |
| ------------------ | ---- | --- |
| nhất đẳng          | 1968 | Vượt qua kỳ thi sát hạch lên chuyên nghiệp tại Viện cờ Nhật Bản. Trở thành kỳ thủ chuyên nghiệp trẻ tuổi nhất đương đại vào năm 11 tuổi và 10 tháng. Thành tích năm (thắng-bại): 12-7 |
| nhị đẳng           | 1968 | Thành tích năm (thắng-bại): 12-7 |
| tam đẳng           | 1969 | Thành tích năm (thắng-bại): 27-9 |
| tứ đẳng            | 1970 | Thành tích năm (thắng-bại): 23-5-1 |
| ngũ đẳng           | 1971 | Thành tích năm (thắng-bại): 29-5-1 |
| lục đẳng           | 1973 | Thành tích năm (thắng-bại): 30-11 |
| thất đẳng          | 1975 | Thành tích năm (thắng-bại): 39-16-1 |
| bát đẳng           | 1978 | Thành tích năm (thắng-bại): 36-14 |
| cửu đẳng           | 1980 | Thành tích năm (thắng-bại): 38-18 |

## Danh hiệu và thách đấu
Là kỳ thủ đứng đầu Nhật Bản xét về số lần đoạt danh hiệu.
| Danh hiệu                      | Năm giữ danh hiệu                 |
| ------------------------------ | --------------------------------- |
| Các giải đấu còn tổ chức       | 53                                |
| Kisei                          | 1983–1985, 1994, 1996–1999        |
| Meijin                         | 1980–1984, 1996–1999              |
| Bản nhân phường                | 1981, 1982, 1989–1998             |
| Thập đẳng                      | 1982, 1988, 1989, 2005–2007       |
| Tengen                         | 1987, 1988                        |
| Oza                            | 1994, 2001                        |
| Gosei                          | 1979, 1986                        |
| NEC Cup                        | 1983, 1984, 1999, 2000, 2001      |
| Agon Cup                       | 2002                              |
| NHK Cup                        | 1983, 1992, 1996, 2007            |
| Ryusei                         | 1991, 1993                        |
| Các giải đấu không còn tổ chức | 17                                |
| Kakusei                        | 1982, 1985                        |
| Shin-Ei                        | 1973, 1974, 1977                  |
| Hayago Championship            | 1985, 1990–1992, 1996, 2001, 2002 |
| JAL Super Hayago Championship  | 2004                              |
| Asahi Pro Best Ten*            | 1975                              |
| Asahi Top Eight Players*       | 1976                              |
| Shusai Cup*                    | 1982                              |
| Rivals Cup (Kobayashi Koichi)* | 1977                              |
| Các giải với Trung Quốc        | 3                                 |
| China-Japan Tengen             | 1988, 1989                        |
| China-Japan Agon Cup           | 2003                              |
| Giải quốc tế                   | 2                                 |
| Samsung Cup                    | 2003                              |
| Fujitsu Cup                    | 1991                              |
| Tổng                           | 75                                |

| Danh hiệu                      | Năm mất danh hiệu                  |
| ------------------------------ | ---------------------------------- |
| Các giải đấu còn tổ chức       | 37                                 |
| Kisei                          | 1986, 1995, 2000, 2008             |
| Meijin                         | 1985, 2000, 2002                   |
| Bản nhân phường                | 1983, 1999                         |
| Judan                          | 1983, 1990, 1991, 2008             |
| Tengen                         | 1989                               |
| Oza                            | 1977, 1987, 1995, 1999, 2000, 2002 |
| Gosei                          | 1980, 1982, 1987                   |
| NEC Cup                        | 1987, 1993, 1994, 1997             |
| Agon Cup                       | 1994, 1998, 2000                   |
| NHK Cup                        | 1980, 2001, 2004, 2008             |
| Shinjin-O                      | 1977                               |
| Ryusei                         | 1992, 1998                         |
| Các giải đấu không còn tổ chức | 5                                  |
| Kakusei                        | 1994, 1995                         |
| Hayago Championship            | 1986                               |
| Shin-Ei                        | 1972                               |
| Nihon Ki-in Championship*      | 1975                               |
| Prime Minister Cup*            | 1972                               |
| Quốc tế                        | 1                                  |
| Tong Yang Cup                  | 1993                               |
| Total                          | 43                                 |

* Ghi chú: Giải Asahi Pro Best Ten, Asahi Best Eight Players, Shusai Cup, Rivals Cup, Nihon Ki-in Championship, và giải Prime Minister Cup không tính trong các giải mà Jo đạt được.

## Giải thưởng
- Đạt cột mốc 1000 trận thắng vào nằm 1999, 1200 trận thắng vào 2005 và 1300 trận thắng vào 2008.
- 9 lần được tạp chí Kido trao danh hiệu "Kỳ thủ xuất sắc nhất".
- 9 lần giành giải thưởng Hidetoshi Prize.
- 4 lần giành giải thưởng Shusai.
- 1 giải thưởng Journalist Club Prize vào năm 1986.
- Công dân danh dự của thành phố Chiba năm 1996.